# Hartmannus Hartmanni der Ältere
Hartmannus Hartmanni der Ältere (* um 1495; † 3. Juli 1547) war Professor an der Universität Heidelberg, wurde 1523 Hofrat des Pfalzgrafen Friedrich II., 1528 durch Kaiser Karl V. in den Adelsstand erhoben, um 1535 Kanzler der Oberpfalz und 1545 Kanzler der Kurpfalz, deren antipäpstliche Politik er maßgeblich prägte.

## Leben
Hartmannus war der Sohn des Heidelberger Professors Andreas Hartmanni (ca. 1432–1495) aus dem Geschlecht der Eppinger Ratsherrenfamilie Hartmanni. Über seine Mutter ist nichts bekannt, er wurde vermutlich in Heidelberg geboren und ist wohl in Eppingen aufgewachsen, wo er wohl auch die Lateinschule besucht hat, bevor er sich 1509 an der Universität Heidelberg immatrikulierte. Dort erhielt er 1512 ein von seinem gleichnamigen Verwandten Hartmannus Hartmanni († um 1510) kurz zuvor gestiftetes Stipendium. 1519 war er als Dekan an der Heidelberger Artistenfakultät, der späteren philosophischen Fakultät. 1521 promovierte er zum Doktor der Rechtswissenschaften und der Philosophie. 1523 wurde er Professor der Pandekten und Syndikus der Universität. 
1527 kam er als engster Berater und Hofrat zu Pfalzgraf Friedrich II. nach Neumarkt und Amberg in die Oberpfalz, wo er sich bald als früher Anhänger der Reformation einen Namen machte. Er hatte Martin Luther möglicherweise bei dessen Heidelberger Disputation 1518 getroffen, vertrat aber eher den oberdeutschen Protestantismus des Martin Bucer. Ungeachtet seines Einsatzes für die Reformation wurde Hartmannus Hartmanni 1528 durch Kaiser Karl V. in den Adelsstand erhoben, 1530 wurde er erneut zum Hofrat ernannt und unter besonderen Schutz des Kaisers (Salvaguardia) gestellt, 1532 verlieh ihm Karl V. gar den Titel eines Pfalzgrafen (comes palatinus). 1534/35 wurde er als Nachfolger des verstorbenen Melchior Soiter Kanzler der Oberpfalz. 
Er war 1541 Begleiter von Pfalzgraf Friedrich II. zum Reichstag nach Regensburg, wo dieser das Regensburger Religionsgespräch leitete. Nach dem Tod des Kurfürsten Ludwig V. wurde dessen Bruder Friedrich II. zum Nachfolger und nahm 1544 Hartmanni zu sich mit nach Heidelberg. Hartmanni war dort zunächst Hofrat und wurde 1545 schließlich Kanzler der Kurpfalz. Er förderte die Durchführung der Reformation in der Kurpfalz und auch ansatzweise innerhalb der am alten Glauben festhaltenden Universität Heidelberg. 
Hartmanni setzte sich für einen Beitritt zum Schmalkaldischen Bund ein. Zum Kreis um Hartmanni zählten Konrad von Rechberg, Franz Konrad von Sickingen (Sohn des Franz von Sickingen), sowie Philipp von Helmstatt, der über Jakob Sturm von Sturmeck  den Kontakt zum Schmalkaldischen Bund pflegte. Hartmanni und von Helmstatt begleiteten Friedrich II. nach der Hinwendung der Kurpfalz zur Reformation auf den Lehenstag in Heidelberg im April 1546, wo sie mit der Verhandlungsführung zum Beitritt in den Schmalkaldischen Bund beauftragt wurden. Bevor der Beitritt erfolgen konnte, brach jedoch der Schmalkaldische Krieg aus, nach dessen für die Protestanten ungünstigen Ende Hartmanni abermals mit von Helmstatt Begleiter Friedrichs II. zum Reichstag nach Schwäbisch Hall war, wo er mit dem im Krieg siegreichen katholischen Kaiser vermittelte.
Hartmanni starb am 3. Juli 1547 an der Pest und wurde in der Heiliggeistkirche zu Heidelberg begraben.

## Rezeptbuch
Wie seine Dienstherren Ludwig V. und Friedrich II. hatte auch Hartmanni ein großes Interesse an medizinisch-pharmazeutischen Themen. Ein von ihm angelegtes Rezeptbuch hat sich in zwei Abschriften im Bestand der Universitätsbibliothek Heidelberg (vollständig im Codex Palatinus Germanicus 277, fragmentarisch im Codex Palatinus Germanicus 221) erhalten. Die Schriften kamen 1623 mit der Bibliotheca Palatina in den Vatikan und kehrten mit den deutschen Handschriften 1816 nach Heidelberg zurück. Angelegt wurden die Kopien wohl kurz nach Hartmannis Tod, wobei die Anordnung der Rezepte und der Registerteil wohl auf den Kopisten zurückgeht.
Hartmannis Rezeptsammlung enthält neben medizinischen Rezepten zur Behandlung menschlicher Krankheiten auch Anleitungen zur Tiermedizin, zur Kosmetik, zur Herstellung von Geheimtinten, zur Genießbarmachung verdorbenen Weins und Specks, zur Bekämpfung von Läusen und Flöhen, zur Pflanzenzucht und einiges mehr. Außerdem enthält die Sammlung auch einen diagnostischen Teil zur Harnschau und zum Aderlass, womit sie über ein reines Rezeptbuch hinausgeht und eher als Vorläufer eines Hausbuchs zu verstehen ist.
Nur einige wenige Rezepte gehen auf schriftliche Quellen zurück. Die meisten Rezepte dürften Hartmanni mündlich zugetragen worden sein, da oftmals Personen, Orte und Anlässe als Quellen notiert sind. Zwei Rezepte gegen „Gliedwasser“ (durch Gelenkentzündungen entstandene seröse bzw. fibrinöse Exsudate) gemeint sein dürften, stammen von Kurfürst Ludwig V., weitere Rezepte stammen von Adelspersonen aus Hartmannis Umfeld, darunter Philipp von Helmstatt, Franz von Sickingen und der pfälzische Kanzler Florenz von Venningen. Außerdem erscheinen als Quellen u. a. Bischof Johann von Regensburg, der Neumarkter Hofmeister Jörg von Heydeck und der auch von Ludwig V. geschätzte Wimpfener Jude Sandermann.
Unter den medizinischen Rezepten fällt eine Häufung von Rezepten gegen Tinnitus und gegen Blasen- und Nierensteine auf, so dass sich vermuten lässt, dass Hartmanni selbst an diesen Krankheiten litt.

## Familie
Hartmanni war mit Helena Körner verheiratet und hatte einen Sohn und drei Töchter:
- Hartmannus Hartmanni der Jüngere (* 1523; † 16. Mai 1586) war Jurist wie sein Vater, Assessor am Reichskammergericht in Speyer und Rat bei drei pfälzischen Kurfürsten. Er veröffentlichte auch die Werke seines Vaters.
- Anna, heiratete den Hofrat und Professor Nikolaus Cisnerus (1529–83)
- Sibylla, heiratete den Hofrat Philipp Heyles (1515–1566)
- Maria Elisabeth, heiratete den Hofrat und späteren Oberpfälzer Kanzler Johann Ludwig Kastner († 1566)